# Grote Markt (Arnhem)
De Grote Markt van Arnhem is een groot plein gelegen in het centrum van Arnhem. Het plein behoort tot de oudste delen van de stad en ligt op wandelafstand (via de Sabelspoort) van de Nederrijn. Het is een plein met een aantal oude en bekende bouwwerken. Er liggen enkele restaurants en cafés aan de markt.
Hier zijn onder meer te vinden:
- het Huis der Provincie
- Sint-Eusebiuskerk
- Paleis van Justitie
- de Waag

## Activiteiten en evenementen
- Op vrijdag en zaterdag is er warenmarkt.
- Een van de Arnhemse kermissen vindt plaats op de Grote Markt.
- Een keer per jaar (meestal in augustus) is het World Statues Festival op de Grote Markt.
- De Grote Markt is een van de druksbezochte locaties tijdens Koningsdag.
- In augustus 2024 was het een van de locaties van het Europees kampioenschap beachvolleybal.

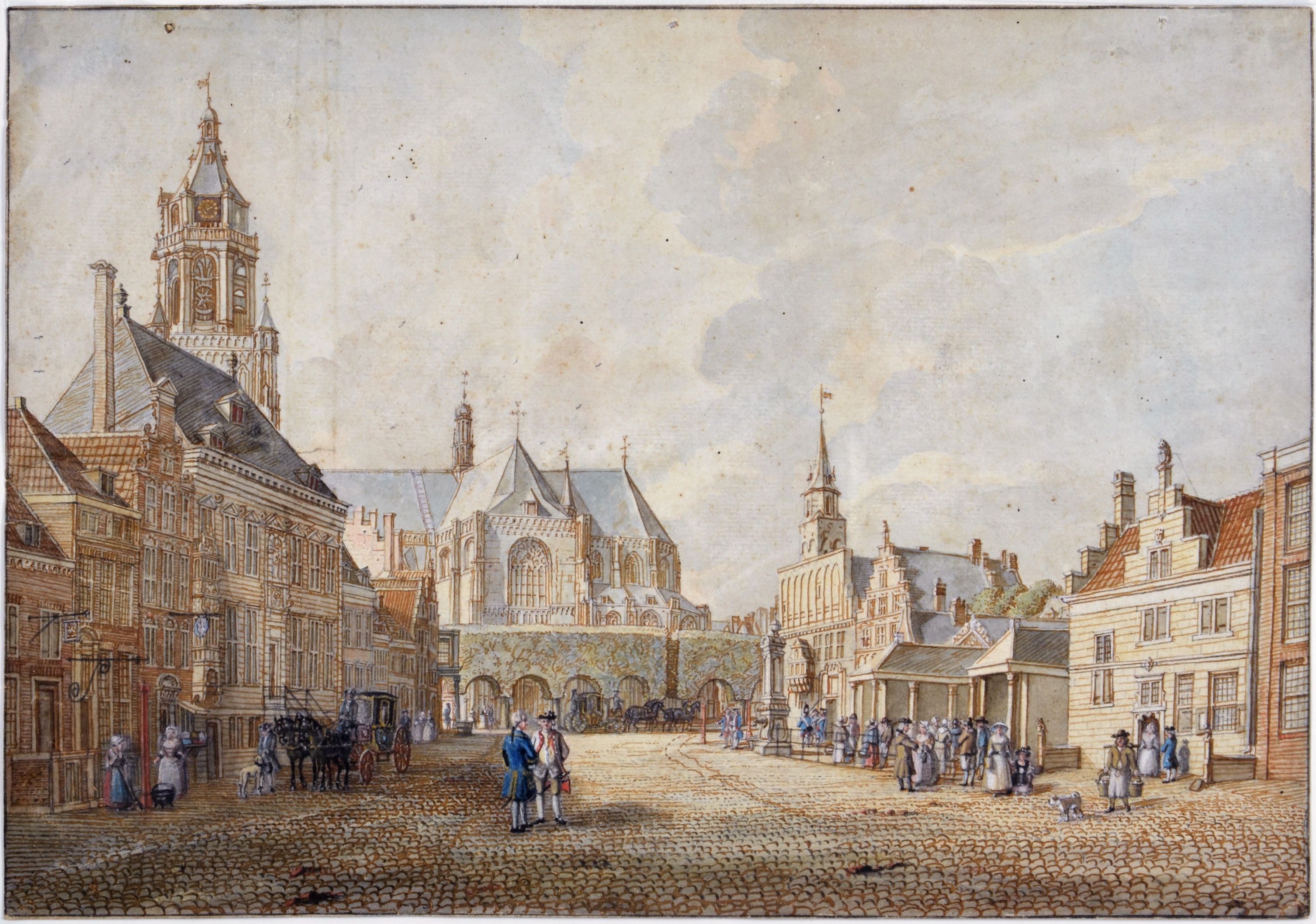
De Grote Mark in 1742
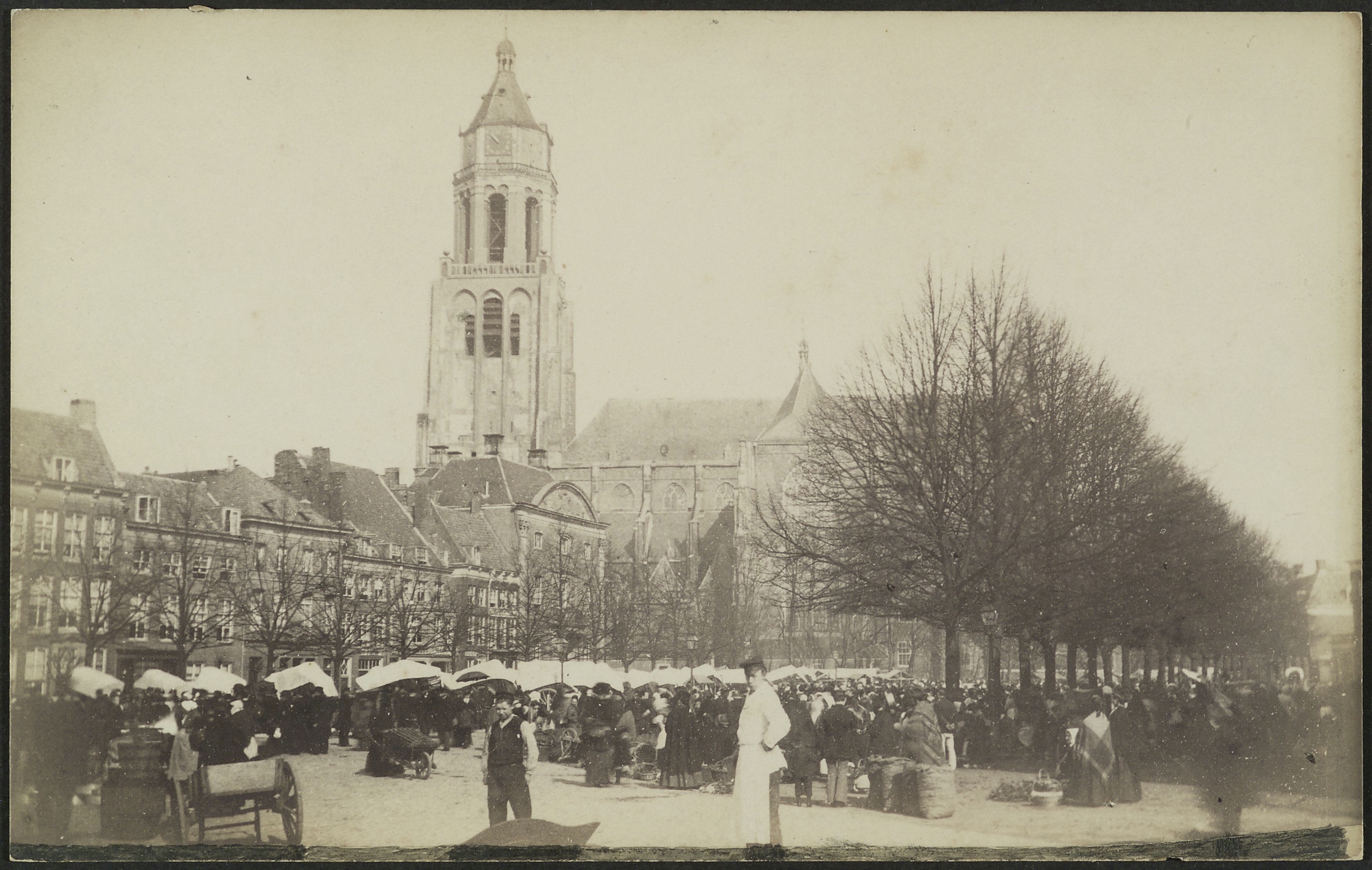
Markt met kramen en kerktoren
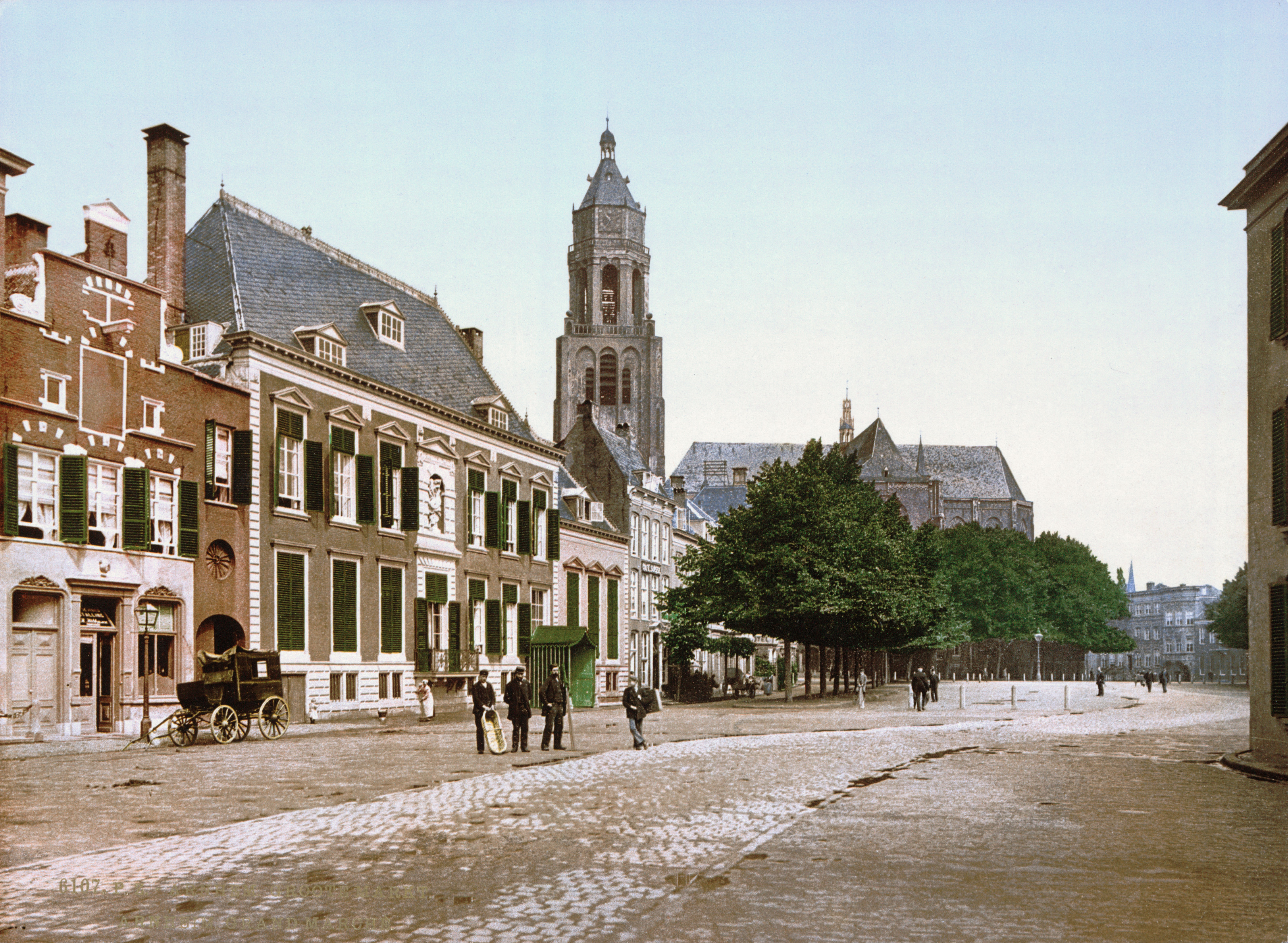
De Grote Markt tussen 1890 en 1905.
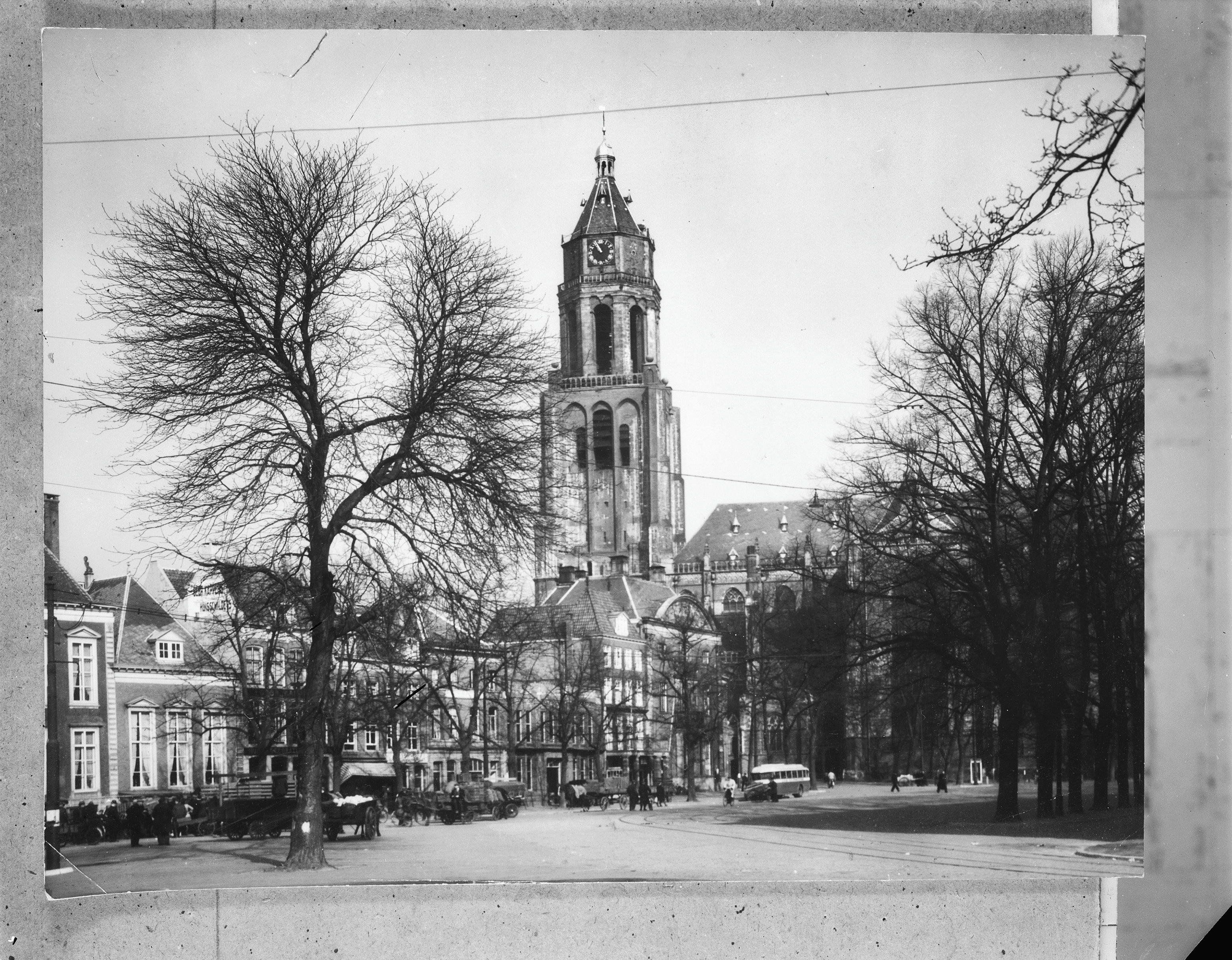
De Grote Markt in de jaren dertig.
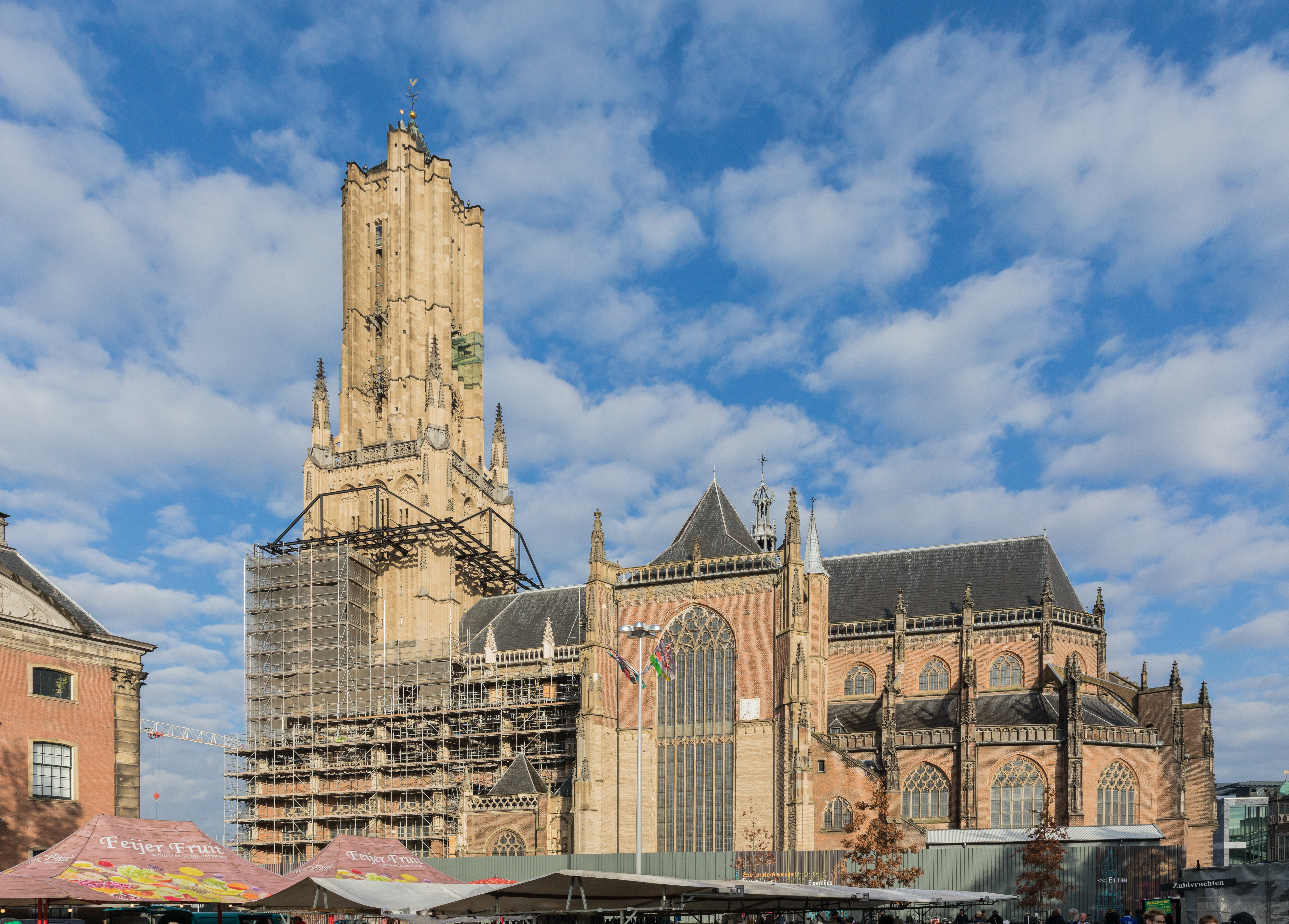
Zijaanzicht Sint-Eusebiuskerk vanaf de Grote Markt.
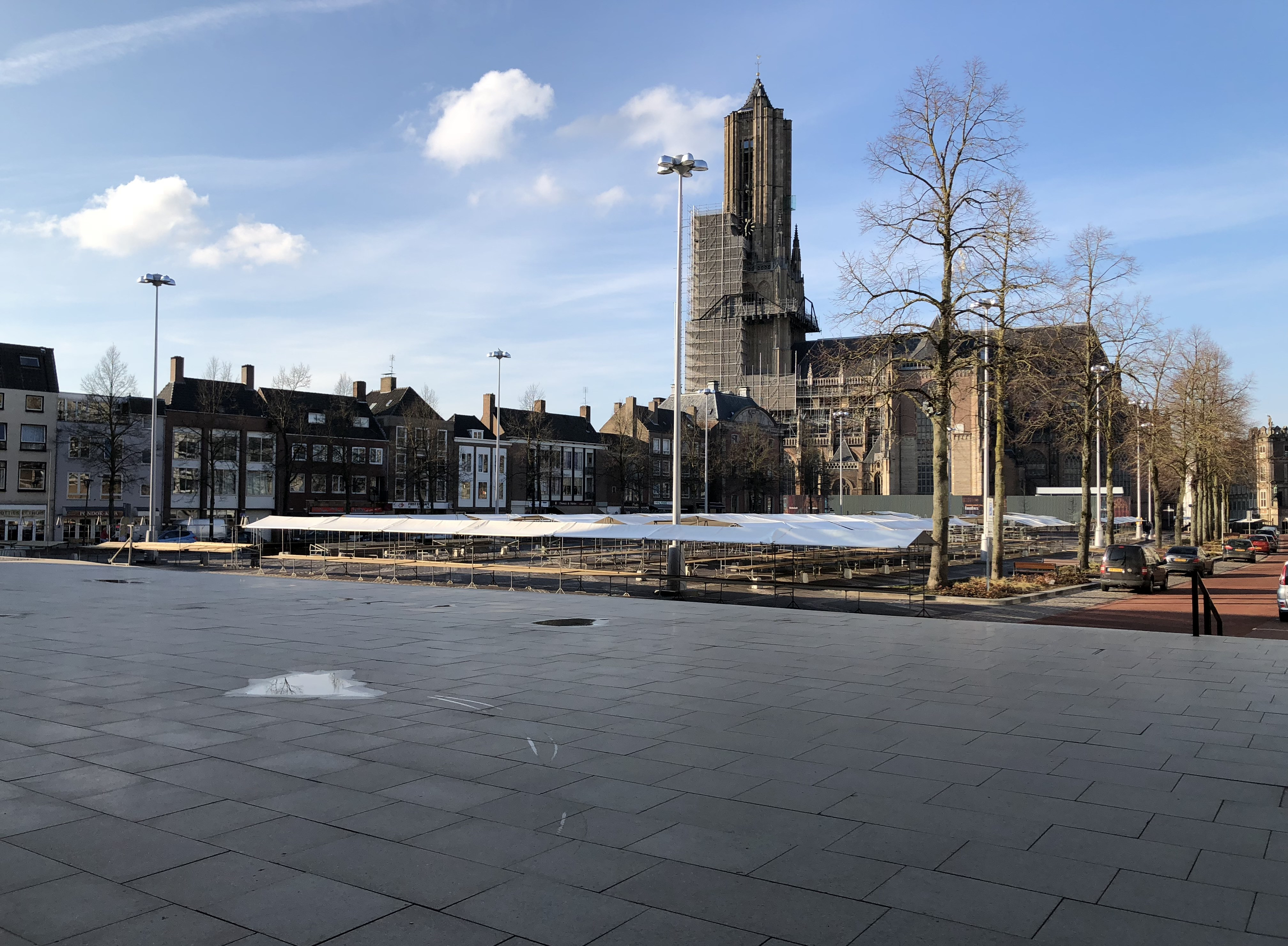
De Grote Markt, gezien vanaf het Huis der Provincie.
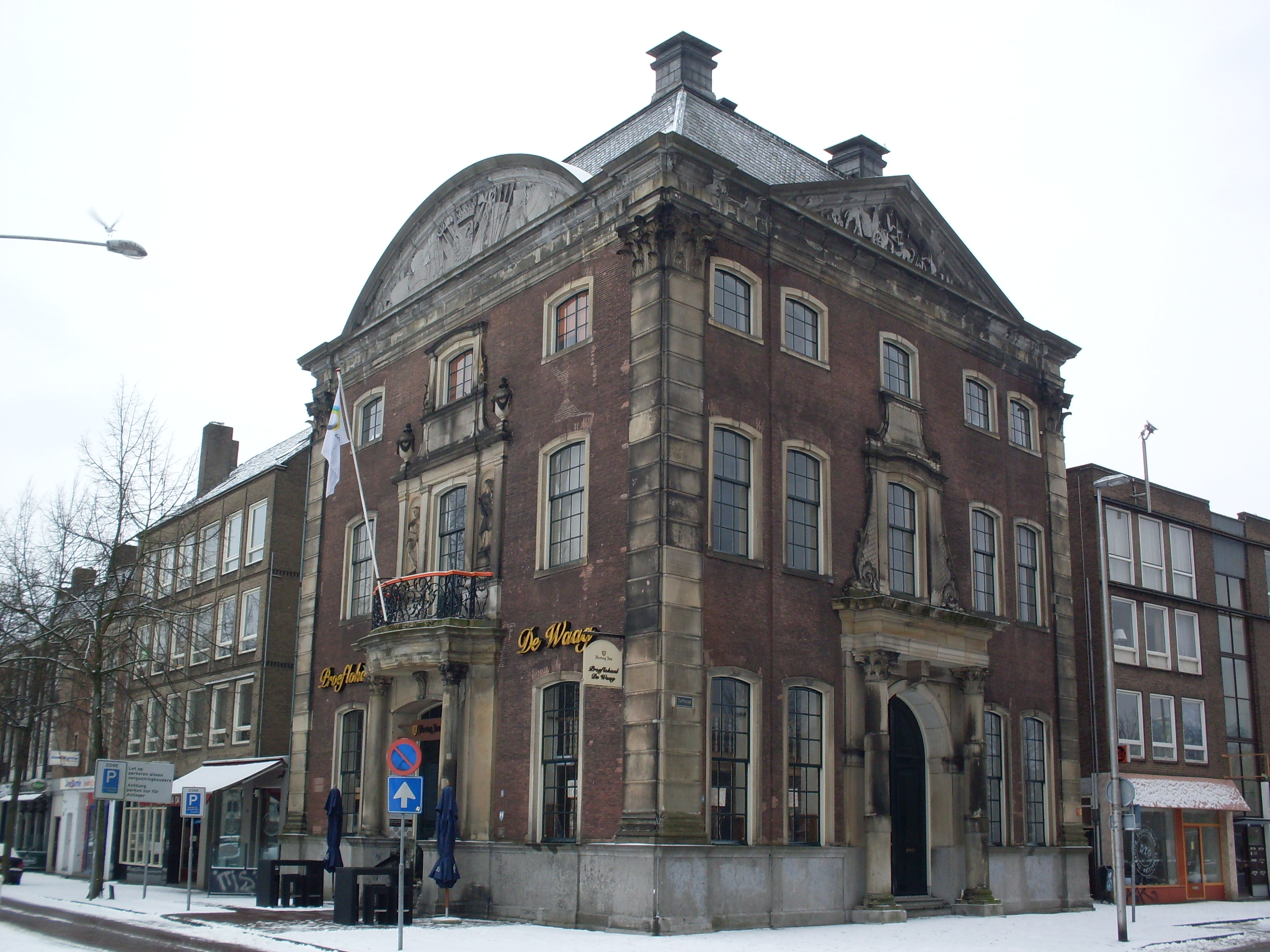
De Waag
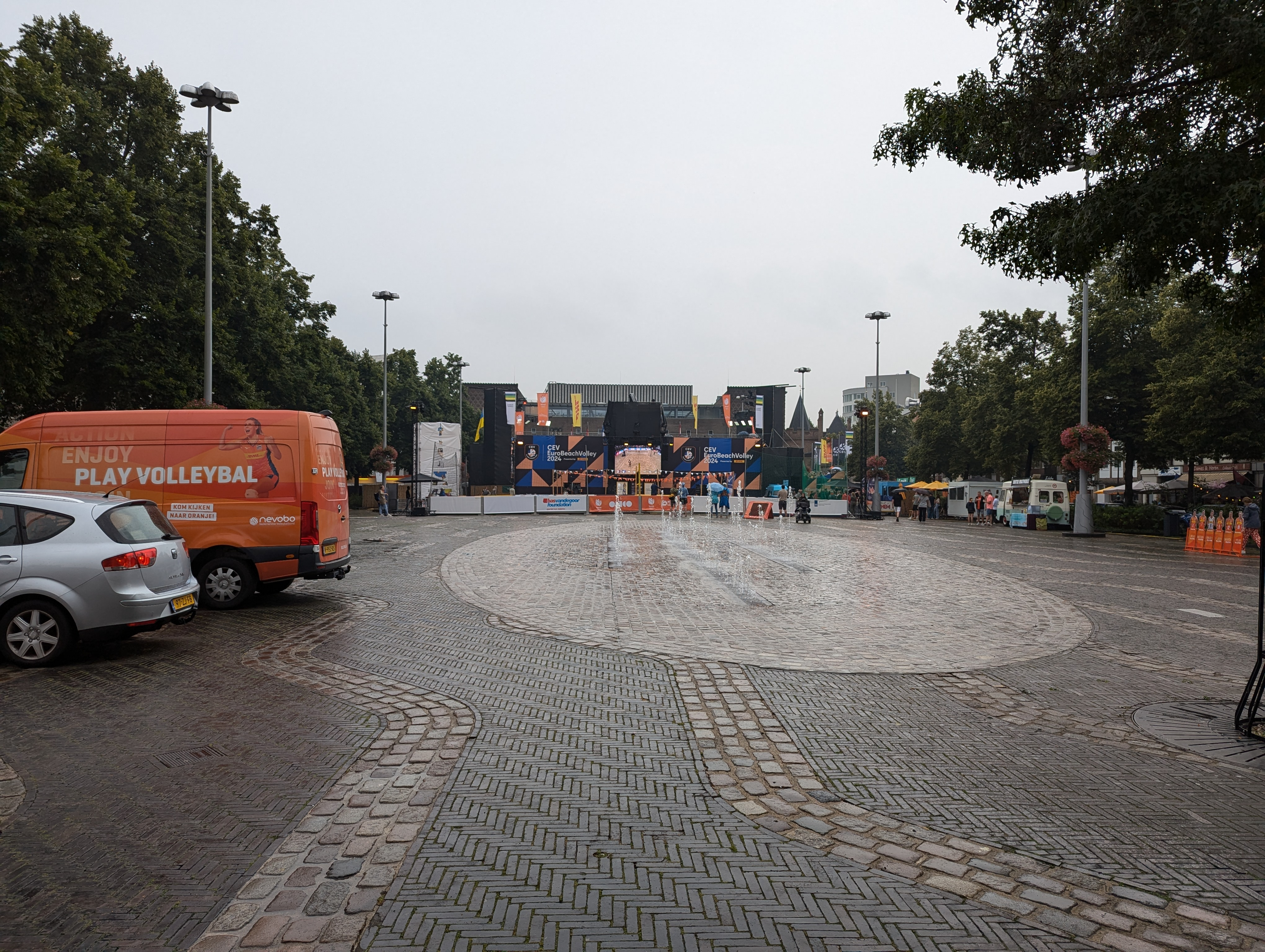
EK beachvolley 2024